# Axel Goës
Axel Goës, född 6 januari 1873 i Frustuna socken, död 21 mars 1937 i Billdal, Askims socken, var en svensk teckningslärare och konstnär.

## Biografi
Axel Goës var son till stationsinspektoren Carl Fredrik Henrik Goës. Han arbetade som dekorationsmålare i USA 1887–1894, genomgick Tekniska skolan i Stockholm 1894–1899 och framträdde sedan som tecknare och bokillustratör. Han var anställd vid W. Zachrissons officin i Göteborg 1899–1905 och innehade egen klichéanstalt där 1905–1912, samtidigt som han tjänstgjorde som teckningslärare vid flera olika skolor i Göteborg, bland annat vid Slöjdföreningens skola 1909–1912. 1909–1926 var han teckningsinstruktör vid Göteborgs folkskolor, ledde teckningskurserna vid Nääs 1910–1916 och var ledare av Sveriges allmänna folkskollärareförenings fortbildningskurser i hembygdskunskap och teckning från 1920. Han redigerade Sveriges teckningslärares årsskrift 1926–1927 och 1928–1929 samt utövade ett omfattande författarskap med huvudvikt på teckningsundervisning och hembygdskunskap. Goës utgav bland annat Skissblad till teckningsundervisningen i skolorna (1911), Lärobok i geografi (tillsammans med E. Bergsten med flera) och Arbetsövningar i historia (tillsammans med L. G. Sjöholm 1–3, 1930–1933).